# ST/A/R
ST/A/R ist ein österreichisches Druckerzeugnis für Städteplanung, Architektur, Kunst und Religion.
Das Kulturmagazin erscheint vierteljährlich in einer Auflage von 10.000 Stück.
Das 4-färbige Magazin hatte ein Format von 30 × 45 cm, der Umfang beträgt zwischen 64 und 168 Seiten. Seit der Ausgabe Nr. 24 (Frühling 2010) hat die ST/A/R Zeitung ein Format von 57 × 40 cm ist damit die größte Zeitung Österreichs. Die Sprache ist Deutsch, jedoch finden sich auch oft fremdsprachige Beiträge.
Die Redaktion hat ihren Sitz in Wien, der Vertrieb erfolgt über Morawa. Gründer sind Heidulf Gerngross und Thomas Redl. Als Mitherausgeber wurden Elisabeth Penker, Wladimir Jaremenko-Tolstoj und Christian W. Denker tätig.
2003 fand die Präsentation der Zeitung im Architekturzentrum Wien statt.